# Найш, Валентин Евстигнеевич
Валентин Евстигнеевич Найш (07.12.1935, пос. Байкалово, Краснополянский район, Свердловская область — 05.11.2003, Екатеринбург, Россия) — российский учёный, доктор физико-математических наук (1981), профессор (1989), заслуженный деятель науки Российской Федерации (1998).

## Биография
Родился 7 декабря 1935 года в пос. Байкалово Краснополянского района, Свердловской области.
Окончил физико-математический факультет Уральского университета (1958).
С октября 1958 по 2003 г. в Институте физики металлов УрО АН СССР (РАН): аспирант (1958—1961), младший научный сотрудник отдела теоретической физики, с 1974 г. старший научный сотрудник лаборатории теории твёрдого тела.
Доктор физико-математических наук (1981), профессор (1989). Докторская диссертация «Разработка и применение симметрийных методов в исследовании структурных и магнитных фазовых переходов и в магнитной нейтронографии».
Профессор физического факультета Уральского университета (1981—2001). Читал курсы «Введение в физику твердого тела», «Фазовые переходы в твердых телах», «Электронная структура и свойства металлов и сплавов» и др.
Умер 5 ноября 2003 года после нескольких инсультов. Похоронен в Екатеринбурге на Сибирском кладбище.

## Научная деятельность
С 1974 г. занимался исследованиями в области симметрийных методов и кристаллографии, теории представлений, нейтронографии.
Наиболее крупные научные разработки:
- новый подход к описанию симметрии магнитных структур кристаллов;
- пионерные работы по цветной магнитной симметрии и выводу цветных групп;
- полные таблицы всех подгрупп пространственных групп кристаллов;
- разработка и применение симметрийных методов для исследования структурных и магнитных фазовых переходов и в магнитной нейтронографии;
- разработка концепции кооперативных тепловых колебаний в кристаллах и построение на этой основе теории теплового диффузного рентгеновского рассеяния и универсального механизма спонтанных мартенситных структурных фазовых переходов в применении к большому числу конкретных кристаллов.

### Научные труды
- Нейтроны и твердое тело : В 3-х т. / Под общ. ред. Р. П. Озерова. — М. : Атомиздат. — Т. 2. Нейтронография магнетиков / Ю. А. Изюмов, В. Е. Найш, Р. П. Озеров. — М. : Атомиздат, 1981. — 311 с.
- Neutron diffraction of magnetic materials / Yu. A. Izyumov, V.E. Naish, R.P. Ozerov ; Transl. from Russ. by Joachim Büchner. — New York; London : Consultants bureau, Cop. 1991. — XI, 339 с.; ISBN 0-306-11030-X
- Практикум по теории групп. Свердловск, 1983;
- Теория симметрии кристаллов : Учеб. пос. / В. Е. Найш; Урал. гос. ун-т им. А. М. Горького. — Свердловск : УрГУ, 1986. — 44 с.
- Фазовые переходы в твердых телах : Учеб. пос. / В. Е. Найш; Урал. гос. ун-т им. А. М. Горького. — Свердловск : УрГУ, 1985. — 71 с.
- Изюмов Ю. А., Найш В. Е., Сыромятников В. Н., Петров С. Б. Теоретикогрупповой подход к расшифровке нейтронограмм для определения магнитной структуры кристалла. II. Определение магнитной структуры // ФММ, 1979, Т. 47, № 3. — С. 455—463.

## Семья
- Жена — Найш Эмма Моисеевна (1937—2015) с 1959 г., математик.
  - Дочь — Левада (Найш) Юлия Валентиновна, 1964 г.р., врач.
    - Внук — Левада Дмитрий Владимирович, 1985 г.р., инженер-строитель.

  - Дочь — Овчинник (Найш) Мария Валентиновна, 1969 г.р., радиоинженер.
    - Внук — Овчинник Сергей Владимирович, 1996 г.р., специалист по искусственному интеллекту.